# كونفليكت: ديزيرت ستورم 2
لعبة كونفليكت : ديسرت ستروم 2 (بالإنجليزية: Conflict: Desert Storm II: Back to Baghdad) ، هي لعبة إلكترونية من نوع حرب، أنتجت بتاريخ 19 سبتمبر سنة 2003 من قبل شركة جوثام جيمز، وتدور اللعبة حول حرب الخليج الثانية، عندما يقوم القوات الأمريكية لاقتحام الأراضي العراقية.
|}

## وصلات خارجية
- كونفليكت: ديزيرت ستورم 2 على موقع IMDb (الإنجليزية)

- اللعبة على موقع جيم سبوت

| #  | التاريخ              | منافسة                                  | المستضيف (Home)          | النتيجة   | الضيف (Away)             | أهداف (H)                                                                      | أهداف (A)                                | مكان                                       |
| -- | -------------------- | --------------------------------------- | ------------------------ | --------- | ------------------------ | ------------------------------------------------------------------------------ | ---------------------------------------- | ------------------------------------------ |
| 1  | 20 أغسطس 1973        | كأس فلسطين للأمم 1973                   | الإمارات العربية المتحدة | 1–3       | العراق                   |                                                                                |                                          | ملعب 28 مارس                               |
| 2  | 21 كانون الأول 1975  | كأس فلسطين 1975                         | العراق                   | 5–0       | الإمارات العربية المتحدة |                                                                                |                                          | ملعب الكشافة، بغداد                        |
| 3  | 6 نيسان 1976         | كأس الخليج العربي 4                     | العراق                   | 4–0       | الإمارات العربية المتحدة | علي حسين , علي كاظم (ج.) ، صباح عبد الجليل ، مجبل فرطوس                        |                                          | استاد خليفة الدولي، الدوحة                 |
| 4  | 4 نيسان 1979         | كأس الخليج العربي 5                     | العراق                   | 5–0       | الإمارات العربية المتحدة | هادي أحمد 25', مهدي عبد الصاحب 40', فلاح حسن 47', حسين سعيد 66', عادل خضير 85' |                                          | ملعب الشعب الدولي، بغداد                   |
| 5  | 15 مارس 1984         | كأس الخليج العربي 7                     | العراق                   | 0–0       | الإمارات العربية المتحدة |                                                                                |                                          | ملعب الشرطة السلطانية العمانية             |
| 6  | 20 سبتمبر 1985       | تصفيات كأس العالم 1986                  | الإمارات العربية المتحدة | 2–3       | العراق                   | عدنان الطلياني 15', فهد خميس 60'                                               | حسين سعيد 42', 79', حارس محمد 81'        | استاد راشد، دبي                            |
| 7  | 27 سبتمبر 1985       | تصفيات كأس العالم 1986                  | العراق                   | 1–2       | الإمارات العربية المتحدة | فهد خميس 2', عدنان الطلياني 60'                                                | كريم صدام 88'                            | مدينة الملك فهد الرياضية (الطائف)، الطائف  |
| 8  | 24 مارس 1986         | كأس الخليج العربي 8                     | العراق                   | 2–2       | الإمارات العربية المتحدة | كريم صدام , موفق حسين                                                          | فهد خميس ,عدنان الطلياني                 | ملعب البحرين الوطني                        |
| 9  | 25 سبتمبر 1986       | كرة القدم في دورة الألعاب الآسيوية 1986 | الإمارات العربية المتحدة | 1–2       | العراق                   |                                                                                |                                          | ملعب ديغو سيفيك، دايغو                     |
| 10 | 10 مارس 1988         | كأس الخليج العربي 9                     | العراق                   | 0–0       | الإمارات العربية المتحدة |                                                                                |                                          | مدينة الملك فهد الرياضية (الرياض)، الرياض  |
| 11 | 15 كانون الأول 1996  | كأس آسيا 1996                           | الإمارات العربية المتحدة | 1–0       | العراق                   | عبد الرحمن إبراهيم 103'                                                        |                                          | مدينة زايد الرياضية، أبوظبي                |
| 12 | 16 كانون الأول 2004  | كأس الخليج العربي 17                    | الإمارات العربية المتحدة | 1–1       | العراق                   | فيصل خليل                                                                      | قصي منير                                 | ملعب أحمد بن علي                           |
| 13 | 31 كانون الثاني 2008 | مباراة ودية                             | الإمارات العربية المتحدة | 0–1       | العراق                   |                                                                                | هوار ملا محمد 25'                        |                                            |
| 14 | 27 كانون الأول 2008  | مباراة ودية                             | الإمارات العربية المتحدة | 2–2       | العراق                   | محمد عمر 50' ,محمود خميس 82'                                                   | محمد ناصر 43' ,علي حسين رحيمة 86'        | مدينة الكويت                               |
| 15 | 18 نوفمبر 2009       | بطولة الإمارات الدولية الودية           | الإمارات العربية المتحدة | 0–1       | العراق                   | مهدي كريم 20'                                                                  |                                          | ملعب طحنون بن محمد ، العين (أبو ظبي)       |
| 16 | 23 نوفمبر 2010       | كأس الخليج العربي 20                    | العراق                   | 0–0       | الإمارات العربية المتحدة |                                                                                |                                          | استاد 22 مايو , عدن                        |
| 17 | 15 كانون الثاني 2011 | كأس آسيا 2011                           | الإمارات العربية المتحدة | 0–1       | العراق                   |                                                                                | وليد عباس 90+3' (هـ.ذ.)                  | ملعب أحمد بن علي ,الدوحة                   |
| 18 | 18 كانون الثاني 2013 | كأس الخليج العربي 21                    | الإمارات العربية المتحدة | 2–1       | العراق                   | عمر عبد الرحمن 28' , إسماعيل الحمادي 107'                                      | يونس محمود 81'                           | ملعب البحرين الوطني، الرفاع                |
| 19 | 20 كانون الثاني 2014 | كأس الخليج العربي 22                    | الإمارات العربية المتحدة | 2–0       | العراق                   | علي مبخوت 50' 60'                                                              |                                          | مدينة الأمير فيصل بن فهد الرياضية , الرياض |
| 20 | 30 كانون الثاني 2015 | كأس آسيا 2015                           | العراق                   | 2–3       | الإمارات العربية المتحدة | وليد سالم اللامي 28', أمجد كلف 42'                                             | أحمد خليل 16', 51' , علي مبخوت 57' (ض.ج) | مركز نيوكاسل الدولي الرياضي، نيوساوث ويلز  |
| 21 | 15 نوفمبر 2016       | تصفيات كأس العالم 2018                  | الإمارات العربية المتحدة | 2–0       | العراق                   | أحمد خليل 26' , إسماعيل مطر 90+3'                                              |                                          | استاد محمد بن زايد , أبو ظبي               |
| 22 | 5 سبتمبر 2017        | تصفيات كأس العالم 2018                  | العراق                   | 1–0       | الإمارات العربية المتحدة | أيمن حسين 29'                                                                  |                                          | استاد عمان الدولي , عمان                   |
| 23 | 2 كانون الثاني 2018  | كأس الخليج العربي 23                    | العراق                   | (2)0–(4)0 | الإمارات العربية المتحدة |                                                                                |                                          | مدينة الكويت، الكويت                       |
| 24 | 29 نوفمبر 2019       | كأس الخليج العربي 24                    | الإمارات العربية المتحدة | 0–2       | العراق                   |                                                                                | علاء عباس 6' , علاء عبد الزهرة 37'       | استاد خليفة الدولي , الدوحة                |
| 25 | 12 كانون الثاني 2021 | مباراة ودية                             | الإمارات العربية المتحدة | 0–0       | العراق                   |                                                                                |                                          |                                            |
| 26 | 12 أكتوبر 2021       | تصفيات كأس العالم 2022                  | الإمارات العربية المتحدة | 2–2       | العراق                   | كايو كانيدو 33' , علي مبخوت 90+3'                                              | محمد العطاس 74' (هـ.ذ.) ، أيمن حسين 89'  | ملعب زعبيل , دبي                           |
| 27 | 24 مارس 2022         | تصفيات كأس العالم 2022                  | العراق                   | 1–0       | الإمارات العربية المتحدة | حسين علي 53'                                                                   |                                          | مدينة الملك فهد الرياضية , الرياض          |